# نص قيصري

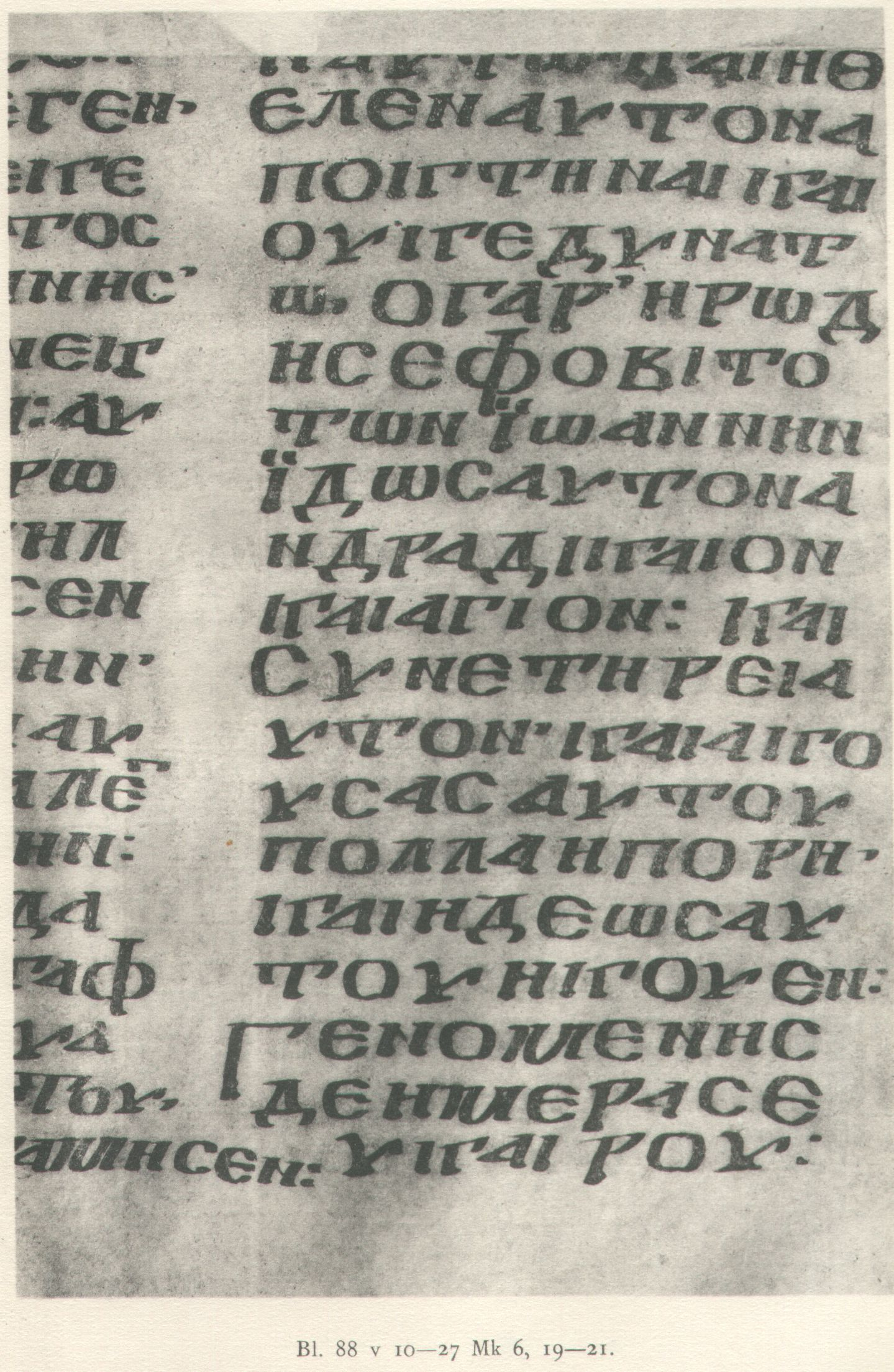
مخطوطة كوريدثي

النص القيصري هو تصنيف اقترحه بعض العلماء للإشارة إلى نمط معين من القراءات المختلفة يقال إنها تظهر في مخطوطات يونانية محددة للأناجيل لكنها لا تظهر في الأنواع المعترف بها عامة لنصوص العهد الجديد أي النوع البيزنطي والنوع الغربي والنوع الإسكندراني. يقترح بالتحديد وجود هذا النوع في مخطوطة كوريدثي ومينسكول 1 (مخطوطة يونانية للأناجيل استعملها إراسموس في طبعته للعهد الجديد) وفي اقتباسات أوريجانوس للأناجيل التي كتبها بعد استقراره في قيصرية. يشهد لهذا النص أيضا ترجمات مبكرة أرمنية وجورجية للأناجيل وفي عدد قليل من المينسكولات تصنف عائلة 1 وعائلة 13.

## شواهد النص القيصري
| Sign               | Name                      | Date           | Content             |
| Θ (038)            | Codex Koridethi           | 9th            | إنجيل مرقس          |
| W (032)            | مخطوطة واشنطونيانس        | 5th            | Mark 5:31—16:20     |
| p42                | Papyrus 42                | 7th/8th        | fragments Luke 1-2  |
| 28                 | minuscule 28              | 11th           | إنجيلs              |
| 565                | minuscule 565             | 9th            | إنجيلs              |
| 700                | minuscule 700             | 11th           | إنجيلs              |
| 1 and rest of f1   | Minuscule 1 118, 131, 209 | 12th 11th-15th | only إنجيلs         |
| 13 and rest of f13 | minuscule 13 69, 124, 346 | 13th 11th-15th | إنجيلs only Gospels |